# Osteuropa-Institut (Universität Freiburg im Uechtland)
Das Osteuropa-Institut an der Universität Freiburg / Fribourg in der Schweiz war ein Forschungsinstitut der Sowjetologie, also der kritischen Kommunismus-Forschung. Das Institut wurde 1957 von  Joseph Maria Bocheński gegründet, der es bis 1972 leitete. Nach dem Zerfall der Sowjetunion wurde das Institut in das Interfakultäre Institut für Ost- und Ostmitteleuropa umgewandelt.

## Geschichte
Das Institut wurde 1957 von Joseph Maria Bocheński errichtet, der an der Universität Freiburg seit 1948 den Lehrstuhl für Geschichte der modernen und zeitgenössischen Philosophie innehatte. Der aus Polen stammende Bocheński hatte im Zweiten Weltkrieg in der Armee der polnischen Exilregierung gedient.
Das Institut entwickelte sich zu einem der international herausragenden Zentren für die kritische Kommunismus-Forschung und befasste sich mit polenkundlichen Studien sowie sowjetischer Philosophie.
Bocheński leitete das Institut bis zu seiner Emeritierung im Jahr 1972. Er war langjähriger Herausgeber von zwei Publikationsorganen des Instituts, der Zeitschrift Studies in Soviet Thought (Reidel, Dordrecht 1961–1992) und der Buchreihe Sovietica, die beide in Zusammenarbeit mit dem Center for East Europe, Russia and Asia an der Jesuitenhochschule Boston College (USA) und dem Seminar für Politische Theorie und Philosophie der Universität München erschienen. Dem Historiker Urs Altermatt zufolge verfolgte Bocheński mit dem Institut drei Hauptziele: «Erstens die Erforschung der Probleme Osteuropas, zweitens die Verbreitung der erworbenen Kenntnisse und drittens die Zusammenarbeit mit ähnlichen Institutionen in der Schweiz und im Ausland.»
Nach dem Zerfall der Sowjetunion wurde das Institut umgewandelt in das Interfakultäre Institut für Ost- und Ostmitteleuropa.